# Болије (Златна обала)
Болије (фр. Beaulieu) насеље је и општина у источном делу централне Француске у региону Бургоња, у департману Златна обала која припада префектури Монбар.
По подацима из 2011. године у општини је живело 32 становника, а густина насељености је износила 4,85 становника/km². Општина се простире на површини од 6,6 km². Налази се на средњој надморској висини од 300 метара (максималној 425 m, а минималној 310 m).

## Демографија
| 1962. | 1968. | 1975. | 1982. | 1990. | 1999. | 2011. |
| ----- | ----- | ----- | ----- | ----- | ----- | ----- |
| 40    | 52    | 39    | 38    | 37    | 33    | 32    |

График промене броја становника у току последњих година